# Heteropsis
Pour le genre de papillon, voir Heteropsis (papillon).
Genre
Classification phylogénétique
Heteropsis est un genre d'environ 14 espèces de plantes de la famille des Araceae originaire du centre et du sud de l'Amérique tropicale (avec une séparation entre le bassin de l'Amazone et la zone de la forêt atlantique brésilienne).

## Espèces
- Heteropsis boliviana Rusby
- Heteropsis ecuadorensis Sodiro
- Heteropsis flexuosa (Kunth) G.S.Bunting
- Heteropsis linearis A.C.Sm.
- Heteropsis longispathacea Engl.
- Heteropsis macrophylla A.C.Sm.
- Heteropsis melinonii (Engl.) A.M.E.Jonker & Jonker
- Heteropsis oblongifolia Kunth
- Heteropsis peruviana K.Krause
- Heteropsis rigidifolia Engl.
- Heteropsis salicifolia Kunth
- Heteropsis spruceana Schott
- Heteropsis steyermarkii G.S.Bunting
- Heteropsis tenuispadix G.S.Bunting